# Casa Margenat
La Casa Margenat és un edifici d'habitatges a la ciutat de Tortosa (Baix Ebre) protegit com a bé cultural d'interès local.

## Arquitectura
Aquesta és una actuació unitària que agafa tota l'illa de cases. En aquest front es van construir aquests edificis per a habitatges, de dos o tres pisos d'alçada, relacionats morfològicament amb la fàbrica contigua, avui dia desapareguda i substituïda per un edifici de pisos. La façana manté una estructura neoclàssica, pròpia de l'academicisme decimonònic, en una composició ordenada segons eixos verticals de buits generats per la repetició dels arcs rebaixats de la planta baixa, que presenten barana de forja al primer pis i balcó al segon (i tercer) pis. L'edifici és rematat amb una cornisa i el parament és arrebossat sense grans motius ornamentals.

## Història

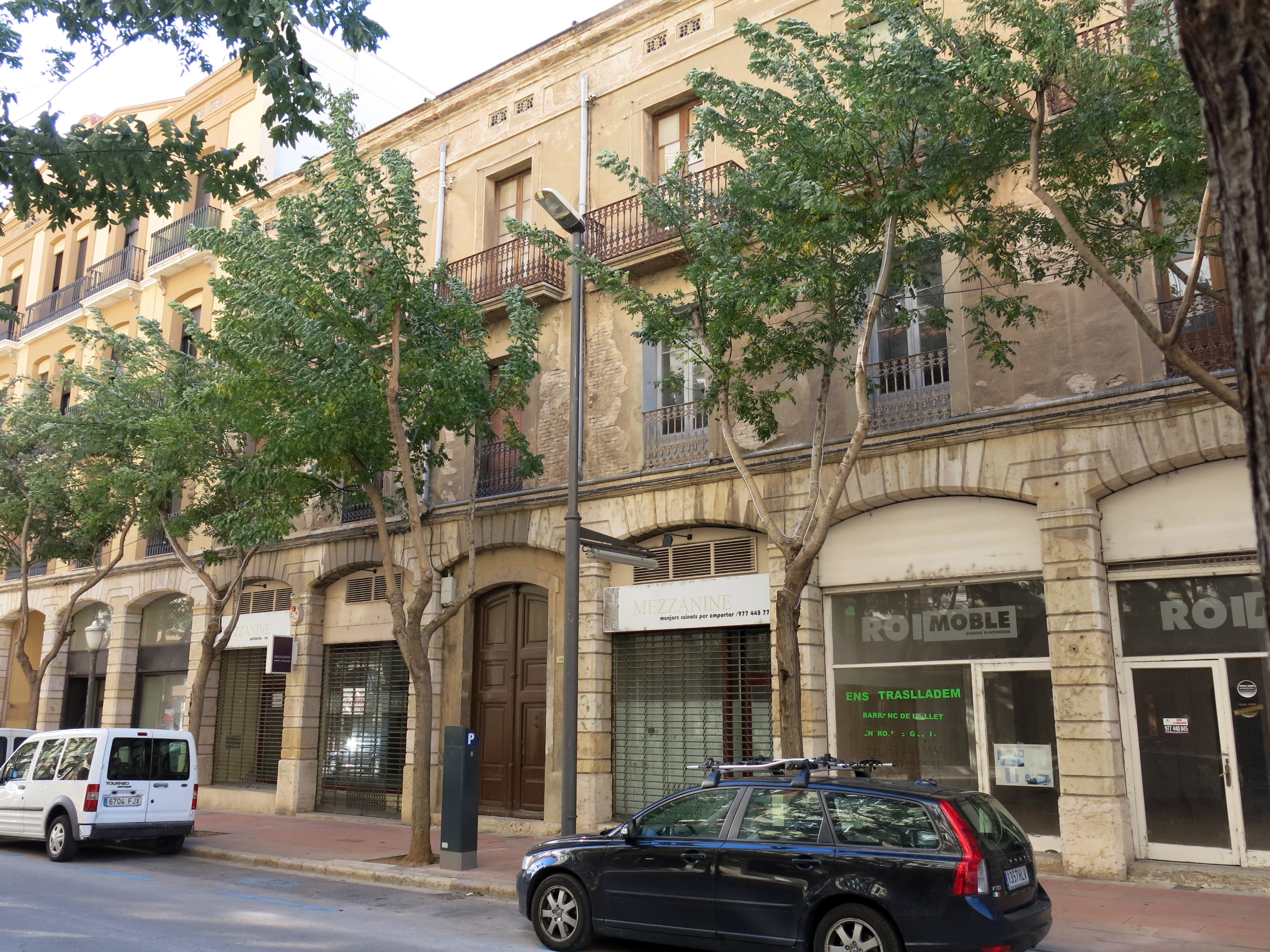
Detall de la façana que dona al carrer de Cervantes, antic carrer de l'Estació

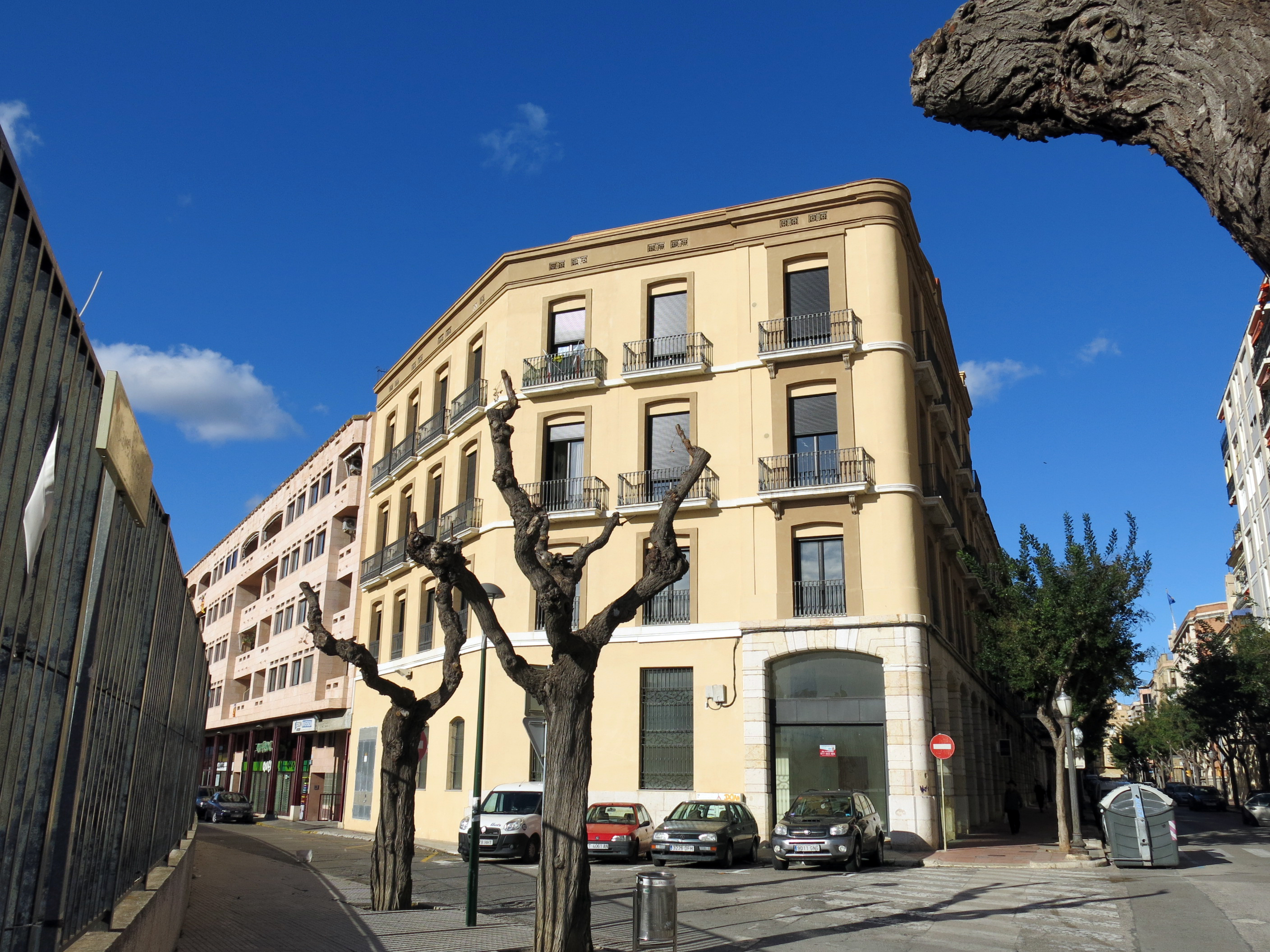
Façana a la cantonada de la ronda de Reus i el carrer de Cervantes; a l'esquerra, davant la via del tren, l'edifici que ha substituït la contigua Fàbrica Margenat, que fou enderrocada

Aquesta és potser una de les primeres actuacions en el nou eixample de la ciutat, relacionada amb la formació d'aquest, fins i tot anterior cronològicament a la primera parcel·lació i condicionada per l'arribada del ferrocarril a la ciutat. Ocupa el costat d'una illa triangular, sobre l'antic carrer de l'Estació (avui carrer de Cervantes), una illa molt pròxima a la llavors recent estació del ferrocarril. Va ser promoguda pel mateix propietari de la fàbrica de farines d'arròs contigua (Fàbrica Margenat), datada el 1870, de característiques tipològiques molt semblants; malauradament, el complex fabril fou enderrocat el 1990. Cal situar-la cronològicament, per tant, en la dècada de formació de l'eixample, 1870-80, si bé anuncis apareguts al diari local La Verdad acoten la construcció entre 1881 i 1887.